# 南方村 (広島県山県郡)
南方村（みなみがたそん）は、広島県山県郡にあった村。現在の山県郡北広島町の一部にあたる。

## 地理
- 河川：出原川[1]
- 山岳：休山[1]

## 歴史
- 1889年（明治22年）4月1日、町村制の施行により、山県郡南方村、木次村が合併して村制施行し、南方村が発足[1][2]。
- 1954年（昭和29年）11月3日、山県郡八重町、壬生町、本地村、川迫村と合併し、千代田町を新設して廃止された[1][2]。

### 地名の由来
厳島社領壬生荘の南部を占め、北方村に対して南方村と称された。

## 産業
- 農業、薪炭[1]。